# 855 (szám)
A 855 (római számmal: DCCCLV) egy természetes szám.

## A szám a matematikában
A tízes számrendszerbeli 855-ös a kettes számrendszerben 1101010111, a nyolcas számrendszerben 1527, a tizenhatos számrendszerben 357 alakban írható fel.
A 855 páratlan szám. Prímfelbontásban 32 · 51 · 191, normálalakban 8,55 · 102 szorzattal írható fel. Tizenkét osztója a természetes számok halmazán a következők: 1, 3, 5, 9, 15, 19, 45, 57, 95, 171, 285 és 855.
Tízszögszám. Középpontos köbszám.
A 855 négyzete 731 025, köbe 625 026 375, négyzetgyöke 29,24038, köbgyöke 9,49122, reciproka 0,0011695.